# مطار كاراماي جوهاي
مطار كاراماي جوهاي (بالصينية: 克拉玛依古海机场)(إياتا: KRY، إيكاو: ZWKM) مطار عام يقع بمدينة كاراماي في شينجيانغ في الصين. يبلغ طول المدرج 2600 م ويرتفع عن سطح البحر 334 م. هو مركز لخطوط طيران الصين اكسبريس وجوي إير.

## شركات الطيران والوجهات
| شركـات طيـران          | الوجهات |
| ---------------------- | --- |
| طيران الصين            | مطار بكين العاصمة الدولي، مطار تشنغدو شوانغليو الدولي، مطار ينينغ                                                               |
| خطوط شرق الصين الجوية  | مطار شيان شيانيانغ الدولي |
| طيران الصين اكسبرس     | مطار أقسو هونغكيبو، مطار فويون كوكتوكاي، مطار خوتان كونغانغ، مطار كاشغر الدولي، مطار كورلا، مطار كوغا كويشي، مطار توربان جياهوي |
| خطوط جنوب الصين الجوية | مطار قوانغتشو باييون الدولي، مطار أورومتشي ديوبو الدولي، مطار تشنغتشو الدولي                                                    |
| Joy Air                | مطار آلتاي شويدو، مطار بولي ألاشهانكو                                                                                           |
| خطوط شاندونغ الجوية    | مطار دونغينغ شنغلي |
| خطوط سيتشوان الجوية    | مطار تشنغدو تيانفو الدولي |
| سبرينغ (شركة طيران)    | مطار لانتشو تشونغ تشوان، مطار نينغبو ليش الدولي                                                                                 |

## وصلات خارجية
- http://www.flightstats.com/go/Airport/airportDetails.do?airportCode=KRY